# Илия Мусаков
Илия Мусаков е български писател и публицист.

## Биография
Илия Мусаков е роден на 11 юли 1894 г. в град Враца. Завършва кадетски корпус в Русия. Следва в юридическия факултет на Софийския университет и в Дипломатическо-консулския факултет при Свободния университет в София (днес УНСС). Завършва и Военното училище в София и учи във висшето военно-инженерно училище в Петроград. Изпълнява постоянна военна служба, като през Първата световна война през 1915 – 1918 г. е командир на картечна рота. Капитан (1920). Служи в 11 пехотен полк; в ІV пехотен полк, във Военното училище в София и към щаба на войската. Заема и длъжността адютант при началника на Военното училище в София. Владее отлично руски, ползва немски и френски език. Първият му разказ „Неудачный день“ е отпечатан през 1911 г. в руското списание „Кадет“.
Редактира двуседмичното илюстровано списание „Родолюбие“ (1933 – 1941) и библиотека „Родолюбие“. През есента на 1942 г. става член-съучредител на Дружеството на военните писатели и военните публицисти и е почти през цялото време на дейността му, съветник в управителното тяло, а впоследствие и негов зам.-председател, почти до неговата ликвидация (края на 1949– април 1950 г.). Илия Мусаков има безспорен принос за утвърждаване на военно патриотичната книжнина между двете световни войни, за написването на редица биографични произведения на изтъкнати наши военни дейци, включени в библиотечни поредици или като самостоятелни творби, а редактираното от него списание „Родолюбие“ е първата значима проява на българска институция, която насърчава военно-патриотично издание в епохата на засилена идеологическо противоборство.
Баща е на българския писател и преводач Владимир Мусаков.
Тоталитарната власт в България след 1944 г. го обявява за представител на фашистката литература. Убит е през 1950 г.